# Jebusyci
Jebusyci (także Jebuzyci, Jebusejczycy, Jebuzejczycy), ‏יְבוּסִים‎ – plemię zamieszkujące niegdyś okolice Jerozolimy (dawniej Jebus). Zostało ono podbite przez króla Dawida około roku 1003 p.n.e.